# Episodi di Ellen (prima stagione)
La prima stagione della sitcom Ellen (inizialmente nota solo per questa stagione come These Friends of Mine) è stata trasmessa in prima visione negli Stati Uniti d'America da ABC dal 29 marzo al 30 agosto 1994.
In Italia è stata trasmessa in prima visione su Rai 3 dal 1999.
| nº | Titolo originale              | Titolo italiano         | Prima TV USA   | Prima TV Italia |
| -- | ----------------------------- | ----------------------- | -------------- | --------------- |
| 1  | Pilot                         | La patente              | 29 marzo 1994  | 1º marzo 1999   |
| 2  | The Ancor                     | L'ancora                | 30 marzo 1994  | 3 marzo 1999    |
| 3  | A Kiss is Still a Kiss        | Un amore K.O.           | 6 aprile 1994  | 4 marzo 1999    |
| 4  | The Class Reunion             | Bugie di classe         | 13 aprile 1994 | 3 marzo 1999    |
| 5  | The Promotion                 | La promozione           | 20 aprile 1994 | 1º marzo 1999   |
| 6  | The Hand That Robs the Cradle | Lo scippo               | 27 aprile 1994 | 2 marzo 1999    |
| 7  | The Go-Between                | Un amore impossibile    | 4 maggio 1994  | 6 marzo 1999    |
| 8  | The Housequest                | Ellen non abita più qui | 24 maggio 1994 | 8 marzo 1999    |
| 9  | The Refrigerator              | Il frigorifero          | 9 agosto 1994  | 2 marzo 1999    |
| 10 | The Soft Touch                |                         | 23 agosto 1994 |                 |
| 11 | The Boyfriend Stealer         |                         | 30 agosto 1994 |                 |
| 12 | The Mugging                   |                         | 21 maggio 1996 |                 |
| 13 | The Tape                      | La videocassetta        | 14 maggio 1996 | 4 marzo 1999    |